# Proterio di Alessandria
Proterio (in greco Προτέριος?; ... – 457) è stato patriarca greco-ortodosso di Alessandria dal 451 al 457.

## Biografia
Originario della Siria, al Concilio di Calcedonia del 451 Proterio fu eletto Patriarca di Alessandria (451-457) per sostituire Dioscoro I di Alessandria, che era stato deposto dallo stesso consiglio .
L'imperatore bizantino Marciano ordinò personalmente la deposizione di Dioscoro, inviando a sostituirlo un patriarca imperiale. Proterio giunse ad Alessandria scortato da un forte contingente militare incaricato di punire chiunque si fosse opposto al comando imperiale.
La sua elezione segna l'inizio dello scisma tra i patriarchi di Alessandria copto-ortodossi, che si separarono dalla Chiesa imperiale fondando la Chiesa copta.
Papa Dioscoro morì nel 457; poco dopo un gruppo di monofisiti fanatici uccise durante il Giovedì santo lo stesso Proterio.

## Culto
Secondo il Martirologio Romano il giorno dedicato al santo è il 28 marzo:
(Martirologio Romano)